# T'way Airlines
Happy T'way it's yours
T'way Air Co., Ltd.(Hangul: 티웨이항공; RR: Tiway hanggong), est une Compagnie aérienne à bas prix basé à Seongsu-dong, Seongdong-gu, à Séoul, en Corée du Sud.

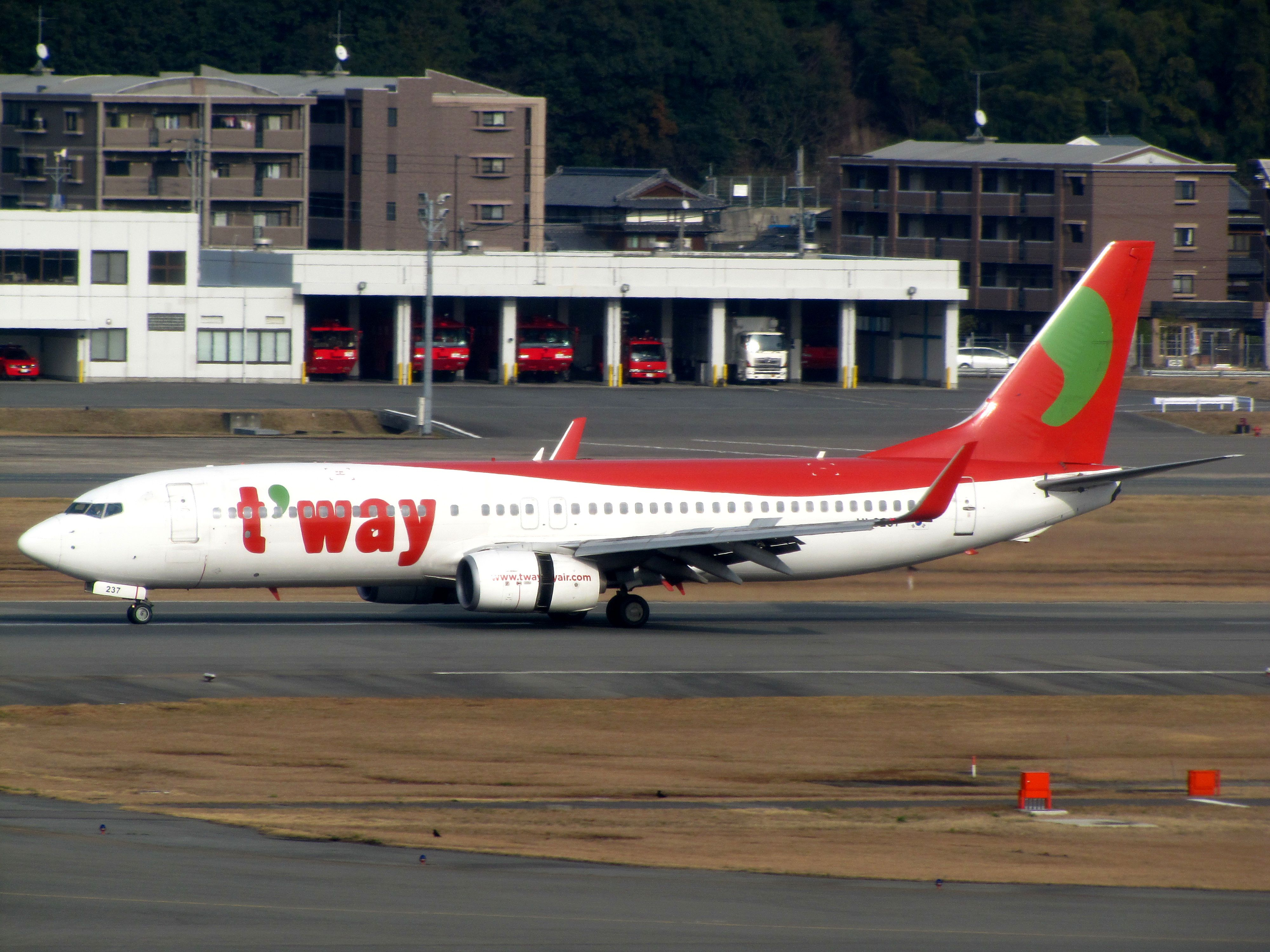
Boeing 737-800 de T'Way Airlnes à l'Aéroport de Fukuoka, au Japon. (2012)

## Histoire
T'way Air Co., Ltd. est fondée le 8 août 2010, et débute avec deux Boeing 737-800. Le mois suivant, elle obtient son Certificat de Vol (A.O.C.) et lance une ligne entre l'Aéroport international de Gimpo et l'Aéroport international de Jeju. La compagnie aérienne était auparavant connue sous le nom de Hansung Airlines.

## Flotte
La flotte de T'way Airlines comprend sept Boeing 737-800 d'une moyenne d'âge de 10,6 ans (en avril 2020).
| Appareils      | En service | Commandés | Passagers | Notes      |
| -------------- | ---------- | --------- | --------- | ---------- |
| Boeing 737-800 | 28 7       | 0         | 189       | All leased |